# María Salgado Gispert
María Salgado Gispert (Jaca, 1970) es una directora, productora, guionista y montadora de cine española.

## Trayectoria
Nacida en Jaca, con 10 años se mudó a Barcelona. Se licenció en Ciencias de la Información en la Universidad Complutense de Madrid. Estudió Arte Dramático en la escuela de Juan Carlos Corazza.
Entre 1993 y 2006 fue realizadora en Telemadrid en programas como Cyberclub, que fue finalista en los premios Emmy. En 1999, dirigió su primer cortometraje A Violeta. En 2006 comenzó a trabajar para Documentos TV en La 2 de TVE.
En 2012 se especializó en danza, realizando trabajos para compañías como las de Olga Pericet, Sara Calero, Manuel Liñán, Antonio Ruz, Dimo KIrilov, Tamako Akiyama, Carmelo Segura Compañía e instituciones como la Compañía Nacional de Danza, el Instituto Nacional de las Artes Escénicas y de la Música, los Teatros del Canal, Ballet Nacional de España o el Centro Cultural Conde-Duque. En 2013 realizó el cortometraje Mills Papier Machè, en 2016 Ixtab, en 2019 Lo que se espera de mí y en 2020 Loca. En 2021, fue guionista y montadora del programa de Televisión Española, Un país en danza.
En 2024, Aragón TV apoyó la producción de su largometraje Frío. Ese mismo año, rodó en India y España, junto a Bobbi Bedy, el documental Mudras. Tejiendo hilos invisibles, que exploraba la relación entre el flamenco y las danzas tradicionales indias.
Salgado ha presentado su trabajo en festivales nacionales e internacionales como el Festival de Cine de Madrid FCM-PNR, el Festival Internacional de Cine de Huesca, el Festival Internacional de Cine de Locarno, el Festival Internacional de Cine de Mar del Plata o el Festival Internacional de Cine de Palm Springs, entre otros. Desde 2019 preside la federación Alianza Audiovisual.

## Reconocimientos
En 2020, su corto Loca fue candidato a los premios Goya 2021. En 2022, su corto Titán recibió diversos reconocimientos, como el premio a Mejor dirección y a Mejor actor de reparto para Roberto Enríquez en el Festival de Cine de Fuentes de Ebro, el premio a Mejor corto aragonés en el Certamen de cortometrajes de Bujaraloz y el premio a Mejor corto de ficción en el Festival internacional de cine de Sax. Al año siguiente, dicho corto se alzó con el Premio Nacional DirigidoxMujeres que organiza la Universidad de La Laguna.